# Estación Darregueira
Darregueira es una estación de ferrocarril ubicada en la ciudad de Darregueira, Partido de Puan, Provincia de Buenos Aires, Argentina.

## Servicios
Pertenece al Ferrocarril Domingo Faustino Sarmiento en su ramal entre esta estación y Alpachiri y Remecó. Como también pertenece al FC Sarmiento por su ramal que conecta Huinca Renancó - General Pico - Catriló - Darregueira Y, a su vez, forma parte del Ferrocarril General Roca en el ramal de Bahía Blanca hasta esta estación.
No presta servicios de pasajeros desde 1993, sin embargo por sus vías corren trenes de carga, a cargo de la empresa FerroExpreso Pampeano S.A..